# Lufada

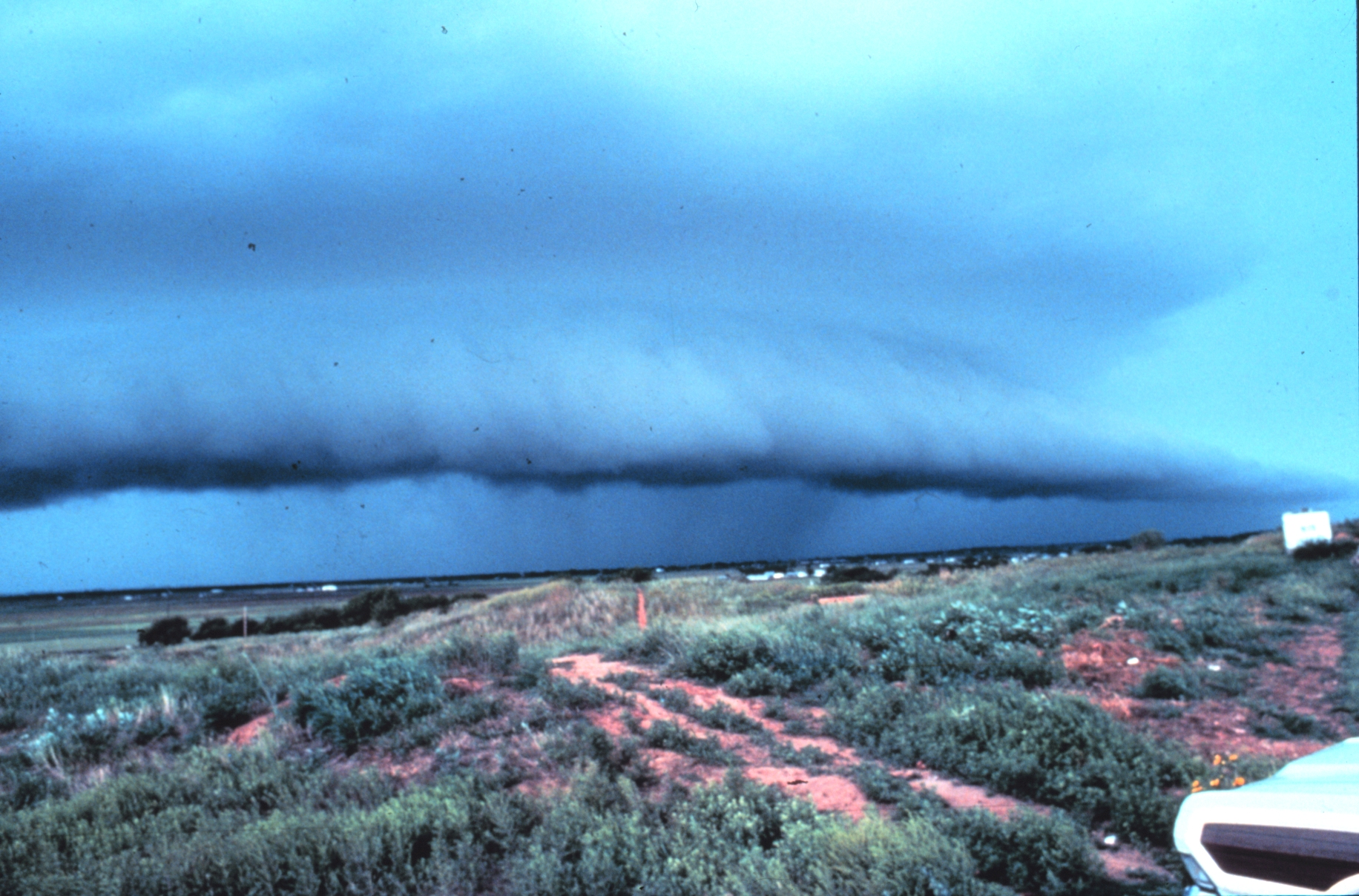
Tempestade acompanhada de lufada no Novo México, Estados Unidos.

Lufada, rajada de vento ou rajada é um vento forte e de curta duração, geralmente de três a 20 segundos. Sua observação é feita em comparação à velocidade média do vento dentro de um período de tempo. Por exemplo: se em um intervalo de dez minutos essa velocidade média foi de 33 quilômetros por hora (km/h), a rajada pode ser constatada em um momento de cinco segundos em que esse vento atingiu 60 km/h ou mais.
Rajadas de vento podem ser registradas durante tempestades causadas por nuvens cumulonimbus, quando normalmente são acompanhadas de chuva forte, descargas elétricas e, por vezes, queda de granizo. Eventos como downburst e tornados são associados a rajadas mais fortes e frequentes. Também são originadas por fenômenos de maior escala, como choques entre massas de ar quente e frio. Esse contraste intensifica a circulação atmosférica, o que impulsiona a velocidade do vento e a ocorrência de lufadas.
Embora associadas às tempestades, rajadas de vento também podem acontecer durante a atuação de massas de ar seco, tanto frio como quente. Dependendo da velocidade alcançada, as lufadas são capazes de provocar destelhamento de casas, queda de árvores e danos em placas, outdoors e postes. Mesmo na geração de energia eólica, rajadas fortes causam danos em equipamentos e queda de aerogeradores. Na aviação, rajadas de vento podem afetar a sustentação e a trajetória de aeronaves.
Segundo a Organização Meteorológica Mundial (OMM), a maior rajada de vento não relacionada a tornados já registrada foi de 408 km/h na Ilha de Barrow, na Austrália, em 10 de abril de 1996.